# Glissando
Der Begriff Glissando (auch glissato, glissicato, glissicando; vom französischen glisser „gleiten“ abgeleitet), abgekürzt gliss., bezeichnet in der Musik die kontinuierliche (gleitende) Veränderung der Tonhöhe beim Verbinden zweier Töne. Eng verwandt mit dem Begriff Glissando, und teilweise überschneidend mit diesem, ist auch die musikalische Verzierungsart Portamento.

## Instrumentenspezifische Unterteilung
Glissandi über ein größeres Intervall hinweg („echte“ Glissandi) sind nur mit Musikinstrumenten möglich, die nicht auf bestimmte Töne festgelegt sind. Dazu gehören
- Streichinstrumente ohne Bünde
- Gitarren (hier auch englisch Slide genannt), bedingt möglich als klingender Lagenwechsel oder langsames Slide bzw. zur Ausführung von Vorschlagsnoten;[2] ansonsten unter Zuhilfenahme eines Bottlenecks oder der Technik des Bendings.[3] Eine spezielle Form stellt das Tap-Glissando in der Rockmusik dar, bei dem ein Ton auf der E-Gitarre gegriffen wird und sofort, ohne Anschlagen der Saite, bis kurz vor das Ende des Griffbretts gerutscht wird und dort der Druck gelockert wird.[4]
- Bundlose Vertreter der
  - Lauteninstrumente
  - Gitarren
  - Bässe
  - Zithern (Kastenzithern, Vichitra vina)
- Posaunen (ausgenommen Ventilposaunen)
- Zugtrompeten (im Unterschied zu den üblichen Ventil-, aber auch Barocktrompeten)
- Kolbenflöten
- menschliche Stimme
- elektronische Musikinstrumente
  - Synthesizer
  - Theremin
  - Trautonium
  - Ondes Martenot
- Pauken

Streicher-Glissandi werden häufig in Filmmusiken (etwa im Horrorgenre), aber auch gerne in moderner Trailermusik als Stilmittel eingesetzt, um einen spannungsgeladenen Effekt zu erzielen. Auch in der Avantgarde-Musik kommen Glissandi der Streicher zum Einsatz. Hierbei kann das Glissando in zahlreichen verschiedenen Varianten eingesetzt werden, beispielsweise auch in Clusterfiguration oder Flageolets. Die Notation ist hierbei nicht standardisiert, häufig werden aber Notenköpfe in dreieckiger, X- oder Rautenform eingesetzt.
Auch das Glissando bei Pauken ist ein häufig eingesetztes Mittel in der modernen Schlagwerkkomposition. Dabei wird die Pauke gespielt, während gleichzeitig das Stimmpedal betätigt wird. Auch ein Paukenwirbel kann mit einem gleichzeitig eingesetzten Glissando kombiniert werden.
Auf der Posaune kann ein Glissando durch Benutzung des Zugs sehr leicht erzeugt werden.
Bei den meisten anderen Blechblasinstrumenten wird die Tonhöhe üblicherweise durch eine bestimmte Verlängerung des Windkanals oder Grifflochbohrungen vordefiniert, Änderungen der Tonhöhe sind somit meist nur in geringem Maße möglich. Bei Trompeten und Hörnern ist ein nachahmendes Glissando aber durch bestimmten Einsatz der Ventile und bestimmte Anblas- bzw. Lippentechniken relativ leicht möglich. Trompeten spielen Glissandi wohl am meisten in der Big-Band-Musik, wobei Glissandi dort in zahlreichen, verschiedenen Varianten zum Einsatz kommen: neben der glissandoartigen Verzierung von einzelnen Noten (Portamento) auch als „Fall“ (absteigende Figur), „Doit“ (aufsteigende Figur), „Bend“ (auf- und abglissandierende Figuration) oder „Slide-in“ (in eine Zielnote „hineinglissandieren“). Hörner spielen besonders häufig in Konzertmusik des 20. Jahrhunderts, aber auch in der Filmmusik stark akzentuierte Glissandi, die sogenannten „Rips“.
Bei Holzbläsern kann die Tonhöhe bei offenen Grifflöchern, die mit den Fingern direkt abgedeckt werden, variiert werden, also nicht wenn sie durch Klappen abgedeckt werden. Die Grifflöcher werden dazu nicht durch Heben der Finger geöffnet oder durch Senken geschlossen, sondern die Finger werden am Instrumentenrohr auf- oder abgerollt oder seitlich (in Richtung des Handballens) weggezogen oder in Gegenrichtung darübergeschoben. Dadurch werden die Grifflöcher nicht schlagartig, sondern langsam partiell geöffnet/geschlossen. In Verbindung mit flink gespieltem Legatospiel chromatischer Tonleitern kann dadurch „echtes“ Glissando nachgeahmt werden. Bei der Klarinette kann ein Glissando auch durch Veränderung des Ansatzes erfolgen, also durch Veränderung der Zungenstellung oder gleichzeitigem Singen einer Tonleiter mit Glissando. Am üblichsten sind Glissandi mit Saxophonen. Teilweise finden sich Glissandi aber auch in der Konzertmusik, so zum Beispiel im berühmten Klarinetten-Glissando zu Beginn von Gershwins „Rhapsody in Blue“.
Instrumente mit vordefinierten Tonhöhen, bei denen keine Beeinflussung der Tonhöhe im Nachhinein möglich ist, können ein Glissando nur annähernd imitieren, so der Effekt des Slide (oder Slur, das „Hineingleiten“ in einen auf derselben Saite zu findenden Ton) bei der Gitarre. Neben chromatischen Glissandi (bei denen die Töne in Halbtonschritten durchlaufen werden) besteht die Möglichkeit eines diatonischen Glissandos (am Klavier nur Untertasten, Tonvorrat C-D-E-F-G-A-H) und eines pentatonischen Glissandos (am Klavier nur Obertasten, Tonvorrat Cis-Es-Fis-Gis-B). Vertreter dieser Instrumente sind
- Tasteninstrumente wie
  - Klavier
  - Cembalo
  - Spinett
  - Clavichord
  - Orgel

Eine besondere Möglichkeit des Glissandos bietet die moderne Konzertharfe (auch „Doppelpedalharfe“). Durch verschiedene Pedalstellungen lassen sich Glissandi in allen Tonarten von Ces-Dur bis Cis-Dur sowie von As-Moll bis Ais-Moll spielen. Außerdem können Ganzton- und Pentatonik-Glissandi gespielt werden. Es besteht auch die Möglichkeit, sog. „Akkord-Glissandi“ zu spielen: Dazu werden die „störenden“, akkordfremden Töne der Tonleiter enharmonisch verwechselt. Beispiel: As7 hat die Pedalstellung As-His-C-Dis-Es-Fis-Ges. So lassen sich viele Sept- und Nonakkorde sowie alle verminderten Septakkorde einstellen.
In der modernen Literatur, insbesondere im Jazz, gibt es noch eine weitere Spieltechnik, das sog. „Pedal-Glissando“. Dabei wird eine Saite gezupft und unmittelbar danach das zugehörige Pedal getreten oder nach oben gelassen. Der klingende Ton verändert sich um einen Halbton, allerdings nicht stufenlos, sondern stufenartig gebunden ähnlich wie bei einem Legato. Dabei können durch den Zugriff oder das Loslösen des Hakens an der Saite starke Schnarrgeräusche entstehen. Echte Glissandi auf einer einzelnen Harfensaite werden dadurch erzeugt, dass ein harter Gegenstand (z. B. ein Stimmschlüssel) an der gezupften Saite entlang verschoben wird.

## Ost- und südostasiatische Musikinstrumente
Im Gegensatz zu Europa und Vorderasien gibt es in Ostasien Musikinstrumente, bei denen die Möglichkeit des Glissandos bereits in der Bauform gezielt angelegt ist.

### Wölbbrettzithern

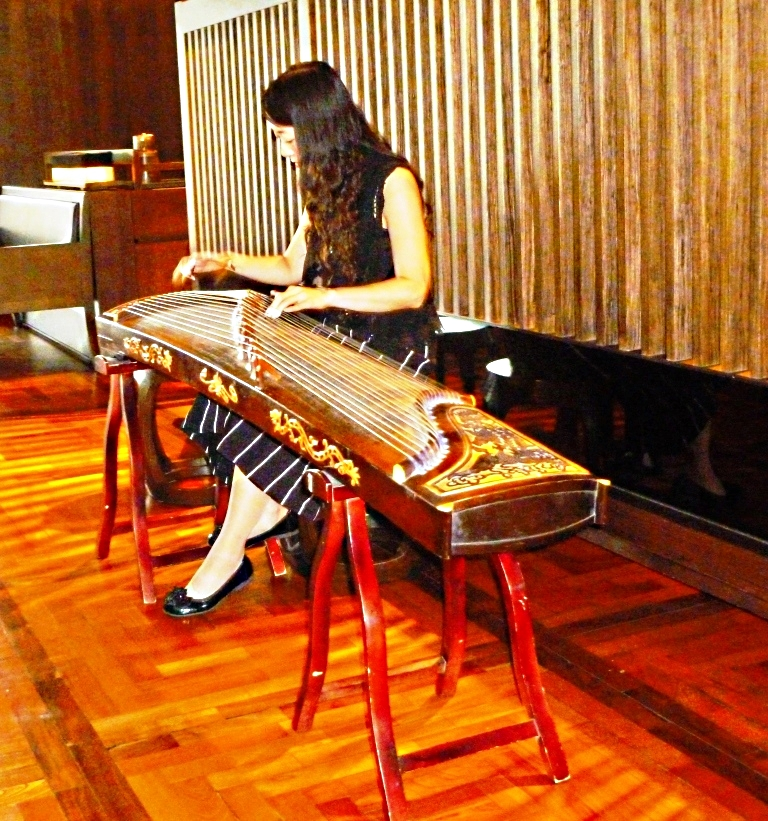
Guzheng in Taipei

Die Wölbbrettzithern Guzheng (China), Koto (Japan), Gayageum (Korea), Đàn tranh (Vietnam) und Yatga (Mongolei) haben verschiebbare Stege (Brücken, Divisoren = Saitenteiler), die so hoch gebaut sind, dass der nicht gezupfte Teil der Saite mit der linken Hand heruntergedrückt oder losgelassen werden kann. Dadurch wird auch der gezupfte Teil der Saite stärker gespannt (Tonerhöhung) oder entspannt (Tonsenkung), womit sehr variable Glissandi der mit der rechten Hand gezupften Saite möglich sind.

### Einsaitige Kastenzithern

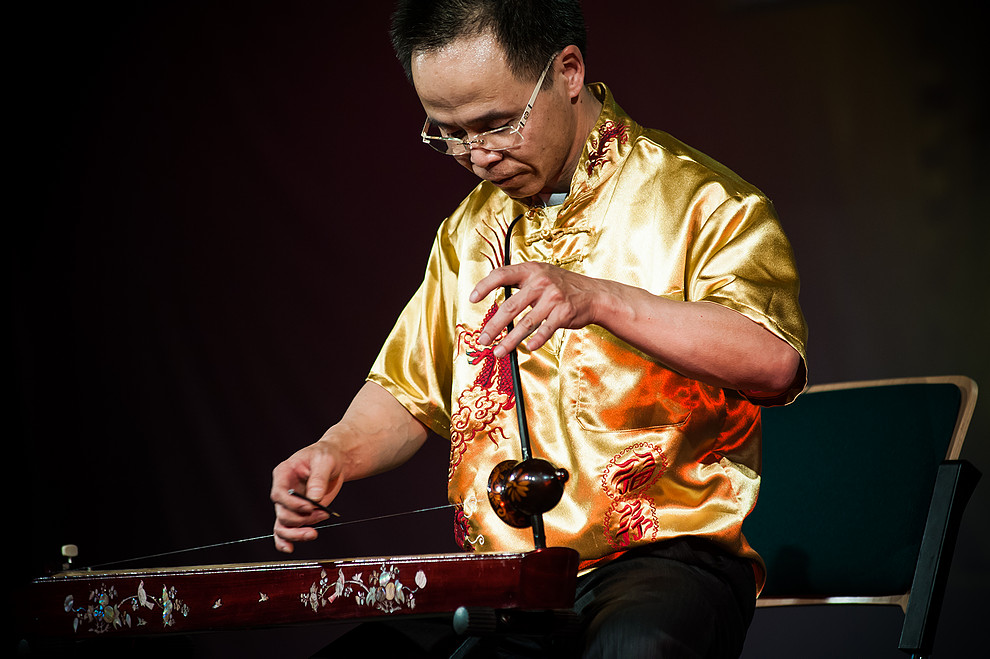
Đàn bầu

Die einsaitigen Kastenzithern Đàn bầu (Vietnam) und Duxianqin (China) ermöglichen durch einen langen Hebelarm eine Veränderung der Saitenspannung in beide Richtungen durch die linke Hand, womit genau gesteuerte und weiträumige Glissandi der gezupften Saite erreicht werden.

## Notation
Das Glissando wird mittels einer Wellen- (Nr. 1) oder geraden Linie (Nr. 2) zwischen Anfangs- und Endton notiert.
Die Sequenzen 3 und 4 der Grafik zeigen ausnotierte Versionen dieses Glissandos, wie sie beispielsweise auf einem Tasteninstrument spielbar wären. Nummer 3 ist ein diatonisches und Nummer 4 ein chromatisches Glissando. Die exakte Notation eines Glissandos nur durch Noten ist nicht möglich, da ein ideales Glissando eine stetige Veränderung der Tonfrequenz ist, Noten jedoch diskrete Tonhöhen bezeichnen. Alternative Spielweisen sind 5, wobei das Glissando in der Oktave gedoppelt ist, und 6, wobei zu den „Grundtönen“ des Glissandos weitere leitereigene Töne hinzugenommen werden und ein Akkordglissando entsteht.
In der Klaviernotation können die Skalen auch ausgeschrieben und mit der Anweisung glissando, gliss. oder gl. versehen werden.